# Calea ferată Valea Vișeului–Borșa
Calea ferată Valea Vișeului–Borșa este o cale ferată de legătură în România. Ea traversează județul Maramureș, pe valea râului Vișeu.

## Istoric
La momentul construirii căii ferate, regiunea Transilvania aparținea de Regatul Ungariei. În anul 1872 a fost pusă în funcțiune Calea ferată Satu Mare–Sighetu Marmației. Astfel, Depresiunea Maramureșului a fost conectată, prin valea râului Tisa, la rețeaua de cale ferată. Construirea căii ferate Sighetu Marmației–Ivano-Frankivsk (1895) a dus la dezvoltarea și a altor zone din Maramureș.
Apoi guvernul ungar a planificat construirea unei linii în sud-estul comitatului Maramureș. Propunerea avea ca scop facilitarea transportului de lemn din pădurile din Munții Carpați și de acces la depozitele de minereu de la Baia Borșa (în maghiară Borsabánya). Pornind din localitatea Valea Vișeului (în maghiară Visóvölgy) de pe Calea ferată Sighetu Marmației–Ivano-Frankivsk a fost construită o cale ferată cu ecartament normal de-a lungul râului Vișeu prin Vișeu de Sus (în germană Oberwischau, în maghiară Felsővisó) către Borșa (în germană Borscha, în maghiară Borsa), care a fost deschisă traficului în anul 1913.
Prin Tratatul de la Trianon încheiat la sfârșitul primului război mondial, partea de sud a comitatului Maramureș a devenit parte componentă a României, în timp ce partea de nord a ajuns pe teritoriul Cehoslovaciei. Frontiera a fost astfel trasată, încât traseul feroviar Valea Vișeului–Borșa s-a aflat în întregime pe teritoriul României. Acesta a fost preluat de compania feroviară română de stat CFR. Ca urmare a stabilirii acestor noi granițe, calea ferată Valea Vișeului–Borșa și legătura către Sighetu Marmației au fost rupte de restul rețelei feroviare a României. Pe aici circulau trenuri între Sighetu Marmației și Borșa. Din gara Vișeu de Sus a fost construită între anii 1930-1933 un traseu feroviar pentru mocăniță.
În perioada interbelică, guvernul României a adoptat măsura construirii unei căi ferate care să lege nordul Transilvaniei de Maramureș, dar acesta nu a putut fi dus la capăt. În 1940 a fost pusă în funcțiune numai o singură cale ferată cu ecartament îngust care pleca de la Telciu și se conecta cu căile ferate din Maramureș în apropierea localității Moisei. În același an, România a trebuit să cedeze Ungariei prin Dictatul de la Viena, nord-vestul Transilvaniei, Crișana și partea de sud a Maramureșului. 
După cel de-al doilea război mondial, Maramureșul a fost divizat din nou la Conferința de Pace de la Paris (1947); partea de sud a revenit din nou României, în timp ce partea de nord a fost cedată nu Cehoslovaciei, ci Uniunii Sovietice. Astfel, proiectul interbelic care prevedea construirea unei legături feroviare între nordul Transilvaniei și Maramureș a căpătat iarăși importanță pentru România. În 1949 a fost deschisă Calea ferată Salva–Vișeu de Jos, crescând astfel importanța căii ferate Valea Vișeului–Borșa; aceasta a fost parte a legăturii feroviare care a conectat Maramureșul cu restul țării.
În martie 1997, tronsonul feroviar între Vișeu de Jos și Borșa a fost închis pentru traficul de persoane. El a fost achiziționat de compania SC RG Holz Company SRL, care operează de asemenea și mocănița.

## Situație actuală
Calea ferată Valea Vișeului–Borșa este cu linie simplă și neelectrificată. Pe aici trec zilnic mai multe trenuri accelerate și personale. Tronsonul de la Vișeu de Jos către Borșa se află în exploatarea societății SC RG Holz Company SRL și servește doar pentru transportul de marfă. 

## Fotogalerie

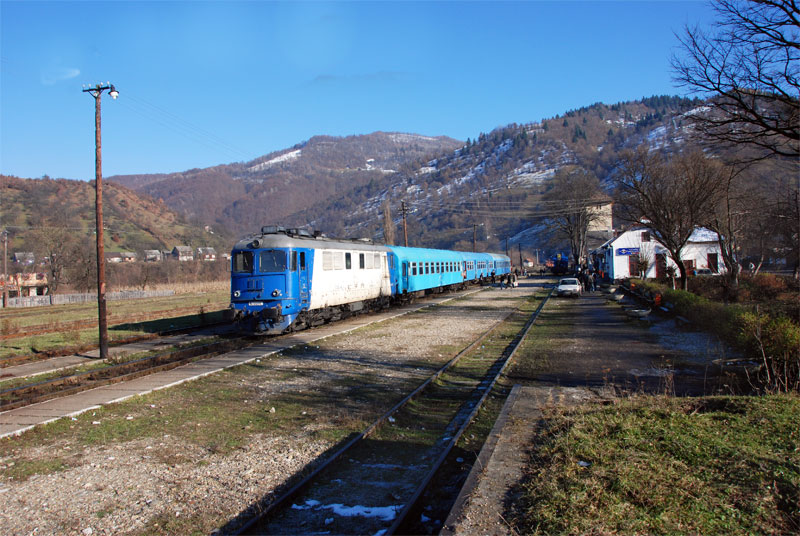
Stația Valea Vișeului
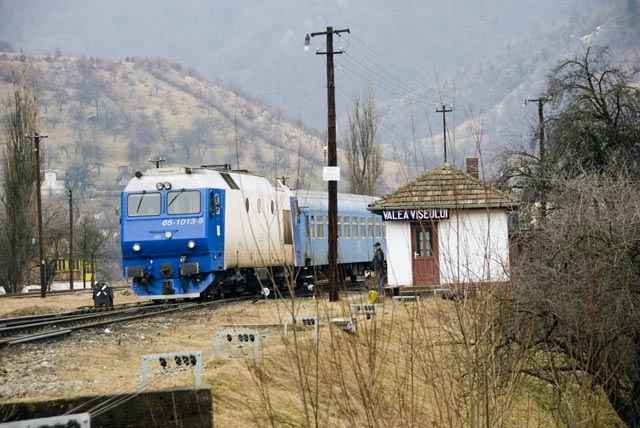
Stația Valea Vișeului
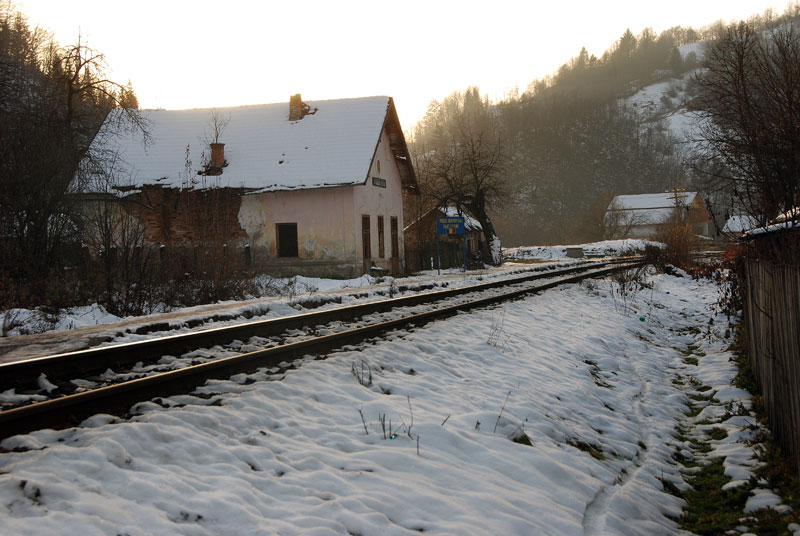
Halta Bocicoel
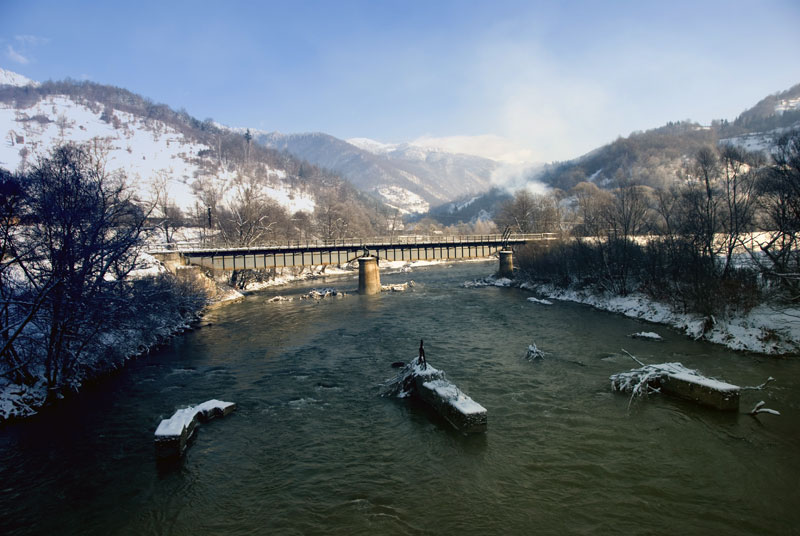
Pod peste râul Vișeu la Bistra
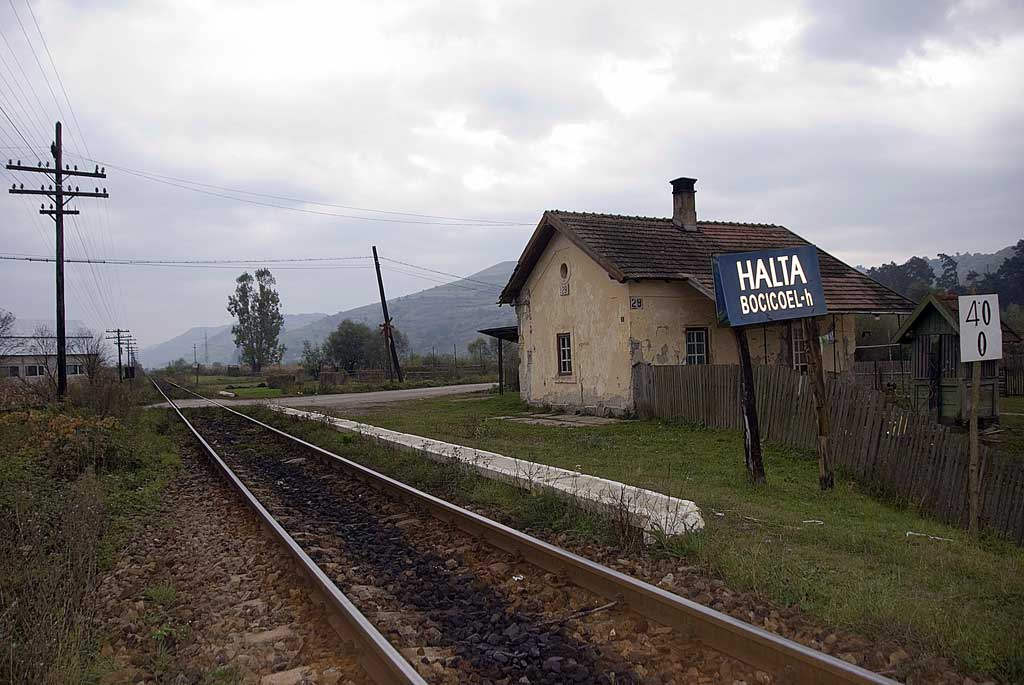
Halta Bocicoel
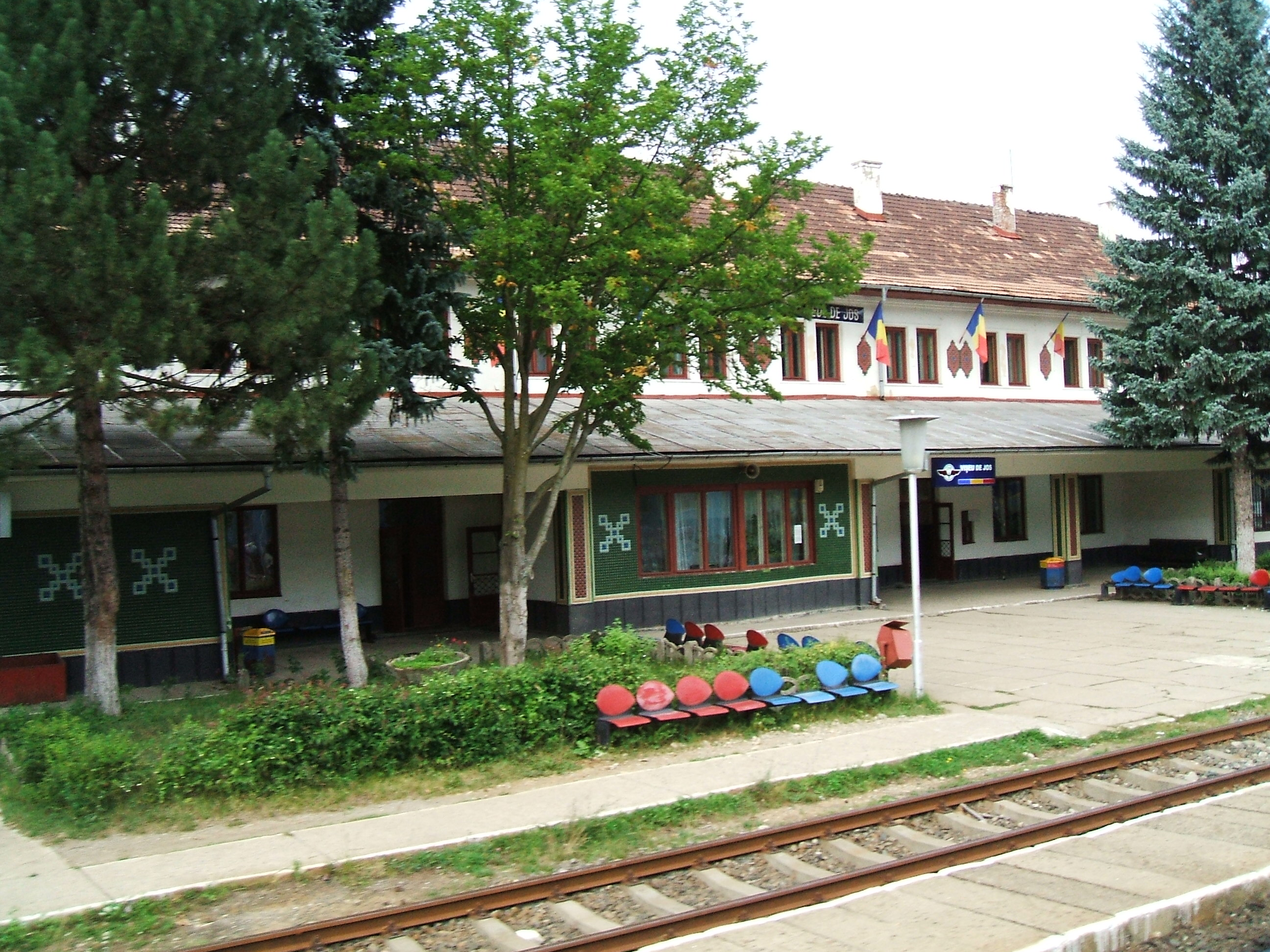
Gara din Vișeu de Jos
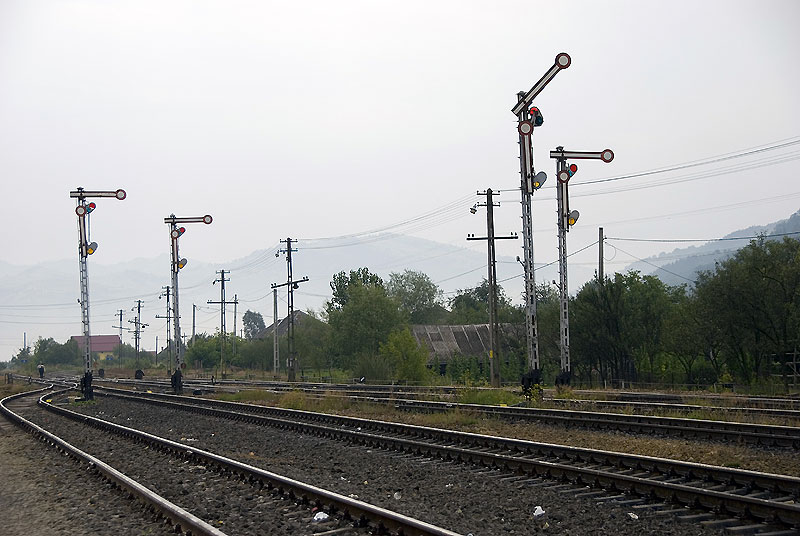
Linii din stația Vișeu de Jos
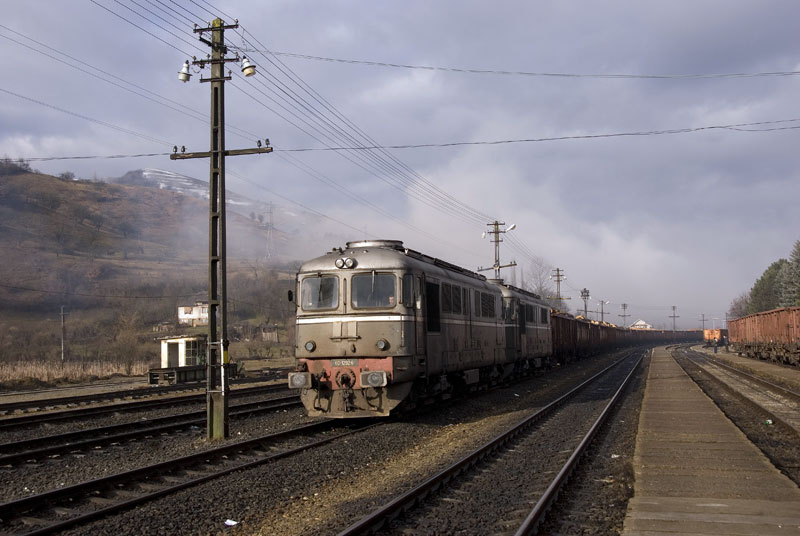
Gara din Vișeu de Jos